# Атаке-бий
Ата́ке-бий (кирг. Атаке бий), также Ата́ке-баты́р (кирг. Атаке баатыр), в русских источниках упоминается как Князь Ате́кай, Эте́ке Багаду́р и Ата́ке Тына́йбиев (кирг. Атаке Тынай бий улуу; 1737, Андижан — первая половина XIX, Иссык-Кульская котловина) — киргизский государственный, политический и военный деятель. Один из киргизских предводителей в войнах с джунгарами и казахами. Организатор первого киргизского посольства в России. Предок Шабдана Джантаева.

## Война с джунгарами
В 1750-х годах войска Атаке-бия и Бердике-баатыра продвигались по территории северного Кыргызстана. В сражении у урочища Кёк-Джар киргизы разбили джунгарское войско, а Атаке-бий лично убил джунгарского военачальника Доргула, в результате этого сражения войска Атаке-бия полностью очистили Чуйскую долину от джунгар. Преследуя остатки джунгарских войск дружины Атаке-бия освободили Чонг-Кемин и через перевал Тору-Айгыр спустились в Иссык-Кульскую котловину, приблизительно за месяц джунгары были выбиты из северного берега озера.

## Война с казахами
Участвовал в столкновениях с казахскими племенами в 1759—1786 годах. В 1774 году был разбит войсками Абылай-хана в местности Кара-Балта.
В 1785 году киргизы разбили войска султанов Чингиса, Касыма и Тыса, в том же году Атаке-бий заключил перемирие с казахами Среднего жуза. В январе 1786 года Атаке-бий разбил и казнил султана Берди-Ходжу, в мае того же года к киргизам приходили послы Старшего и Среднего жузов с просьбами о мире. В том же году Атаке-бий совместно с Эсенгул-бием заключил мирный договор с казахскими султанами.

## Отношения с Россией

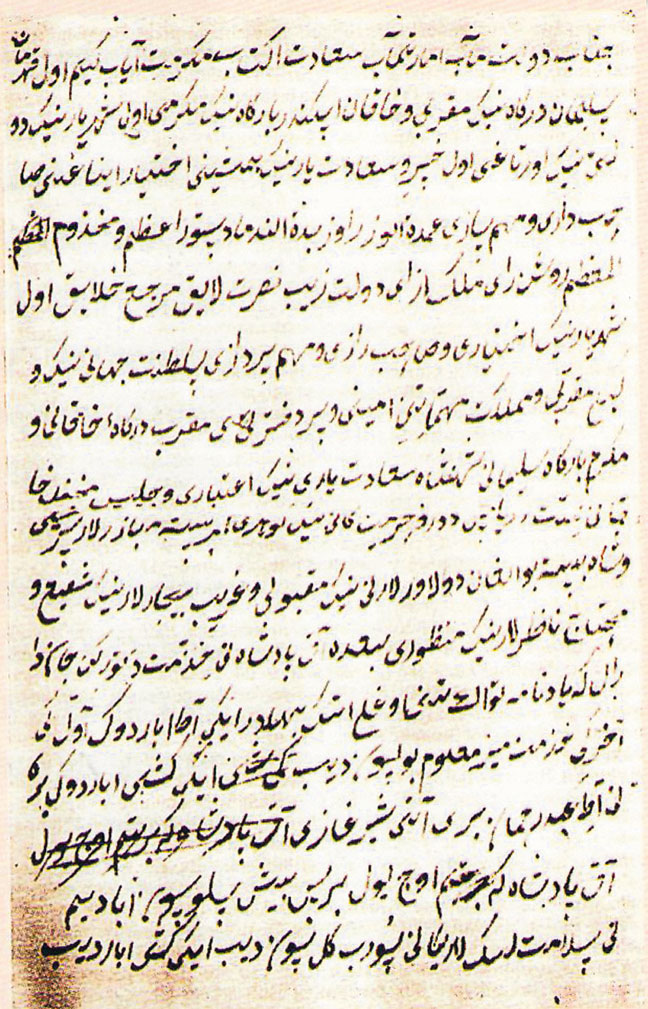
Письмо Атаке-бия в Омск, 1785 год

Отправлял свои делегации в Российскую империю в 1785—1789 годах. В ходе своих дипломатических миссий он заключил дружественные отношения с Россией, а также установил новый торговый тракт из России в Азию. Отправлял свои торговые караваны в сибирские города.
Генерал-прокурор А. А. Вяземский писал об Атаке-бие следующее:
Итак, почтенный Этеке-багадур, ни мало не сомневаюсь твердо по сему оному заключить о высочайшем Ея Величества благоволении и покровительстве к Вам и подвластному Вам народу, в чем удостоверяя Вас по высочайшей воле Ея Величества уповаю, что Вы, сохраняя Ваше усердие и преданность к освещеннейшему престолу Ея императорского Величества, почтитесь всемерно доказать оныя при всяком полезном для службы Ея случае не одинными словами, но и самим делом, и сим учинить себя с тем подвластным вам народом достойным и впредь высокоматерняго Ея Величества милосердия…